# Franziskanerkirche (Bratislava)

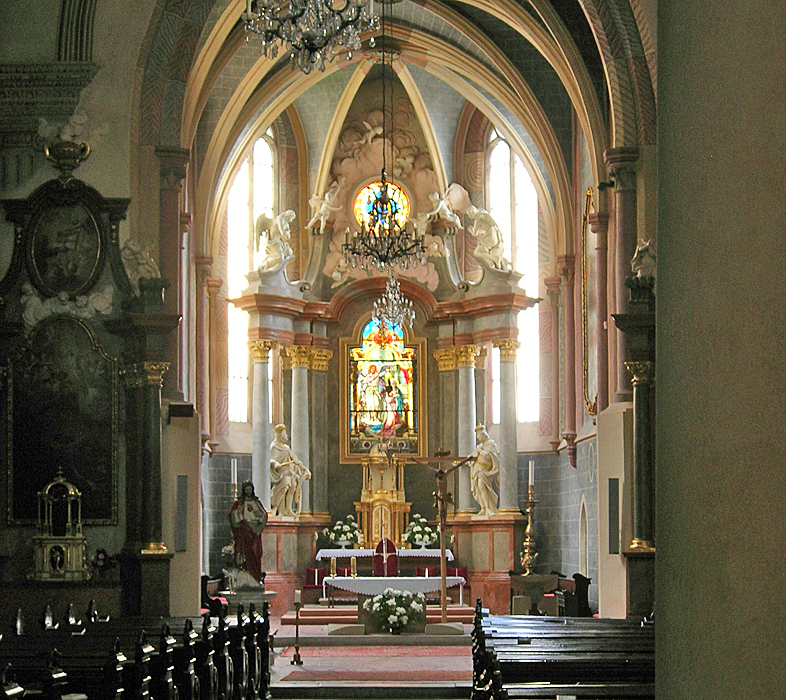
Innenraum der Franziskanerkirche

Die Franziskanerkirche (slowakisch Františkánsky kostol) ist die älteste erhalten gebliebene Kirche von Bratislava. Sie befindet sich am Nordrand der Altstadt am Franziskanerplatz gegenüber dem Mirbachpalais und ist der Mariä Verkündigung geweiht.
Nachdem die Franziskaner um 1278 ein Kloster errichtet hatten, wurde ab 1280 eine Kirche im gotischen Stil daran angebaut. Diese wurde am 25. März 1297 in Anwesenheit des ungarischen Königs Andreas III. geweiht. Aus dieser Zeit blieben die Außenwände des Kirchenschiffs und die Apsis erhalten. An der Nordseite ist eine Johannes dem Täufer geweihte gotische Kapelle aus dem 14. Jahrhundert angebaut. Sie ist der Sainte-Chapelle in Paris nachempfunden und diente als Krypta der Familie des Stadtrichters.
Ende des 14. Jahrhunderts kam der Kirchturm hinzu. Das Kreuzgewölbe stürzte 1590 nach einem Erdbeben ein, daraufhin erfolgte von 1613 bis 1616 ein Umbau im Renaissance-Stil. 1745/46 wurde die Kirche zu einem großen Teil barockisiert, 1756 kam eine Kanzel im Rokoko-Stil hinzu. Ebenfalls aus der Mitte des 18. Jahrhunderts stammen der Hauptaltar und die beiden Seitenaltäre. 1897 musste der Kirchturm wegen Strukturschäden nach einem Erdbeben ersetzt werden, die Turmspitze wurde daraufhin im Janko-Kráľ-Park im Stadtbezirk Petržalka aufgestellt.

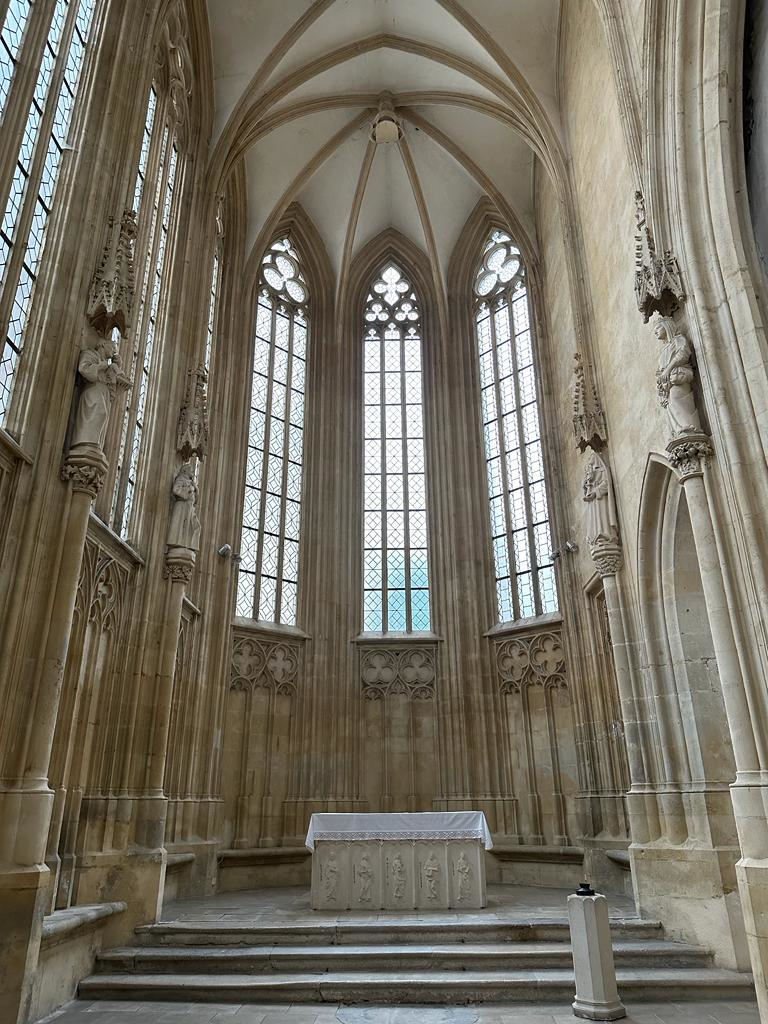
Die Kapelle des St. Johannes Evangelisten

Im Jahre 1296 wurde die Kapelle des St. Johannes Evangelisten bei der Franziskanerkirche nach dem Beispiel der Bestattungskapellen von den französischen Königen in Paris eingeweiht. Die großen Hallen des Klosters wurden für die größeren Versammlungen benutzt. Im Mittelalter und bis zum Jahre 1530 wurden dort die Schulzen gewählt. Am 17. Dezember 1526 wurde dort auch der Herrscher Ferdinand on Habsburg zum König von den ungarischen Ständen gewählt. Mit dieser Wahl trat die ständige Herrschaft der Habsburger in Ungarn an und dauerte bis zum Ende des Ersten Weltkriegs im Jahre 1918.
Im 18. Jahrhundert wurde ebenfalls seitlich eine Nachbildung der Loretokapelle in Italien mit einem Marmoraltar und der Jungfrau Maria angebaut.
Zwischen 1563 und 1830, war Preßburg Krönungsstadt des Königreichs Ungarn. Gemäß uralter Tradition bestanden die Krönungsfeierlichkeiten aus vier Hauptteilen:
- Salbung und Krönung des Königs mit der Stephanskrone im Dom zu St. Martin
- Vollzug des Ritterschlages an ungarischen Adeligen durch den neu gekrönten König in der Franziskanerkirche. Damit wurden diese in den Stand der „Ritter des Goldnen Sporns“ erhoben.
- Ritt auf den Krönungshügel (Schwertschläge)
- Eid des Königs auf die Ungarische Verfassung vor dem Kloster der Barmherzigen Brüder.

An der Franziskanerkirche wirkte u. a. der Kirchenmusiker Felizian Josef Moczik, der vor dem Gotteshaus Opfer eines Attentats wurde.